# Monschau
Monschau (do 1918 Montjoie) – miasto w zachodnich Niemczech, w kraju związkowym Nadrenia Północna-Westfalia, w rejencji Kolonia, w regionie miejskim Akwizgran. Leży ok. 40 km na południowy wschód do Akwizgranu, na wzgórzach Eifel, na obrzeżach Parku Narodowego Eifel, nad rzeką Rur. Nazywane jest miastem sukienników. W 2010 roku populacja miasta wynosiła 12 443 osoby.

## Osoby urodzone w Monschau
- 1820 Karol Scheibler, najbogatszy przemysłowiec XIX-wiecznej Łodzi
- 1862 Anton Uthemann, tajny radca górniczy koncernu Georg von Giesches Erben
- 1952 Mario Theissen, dyrektor sportów motorowych BMW

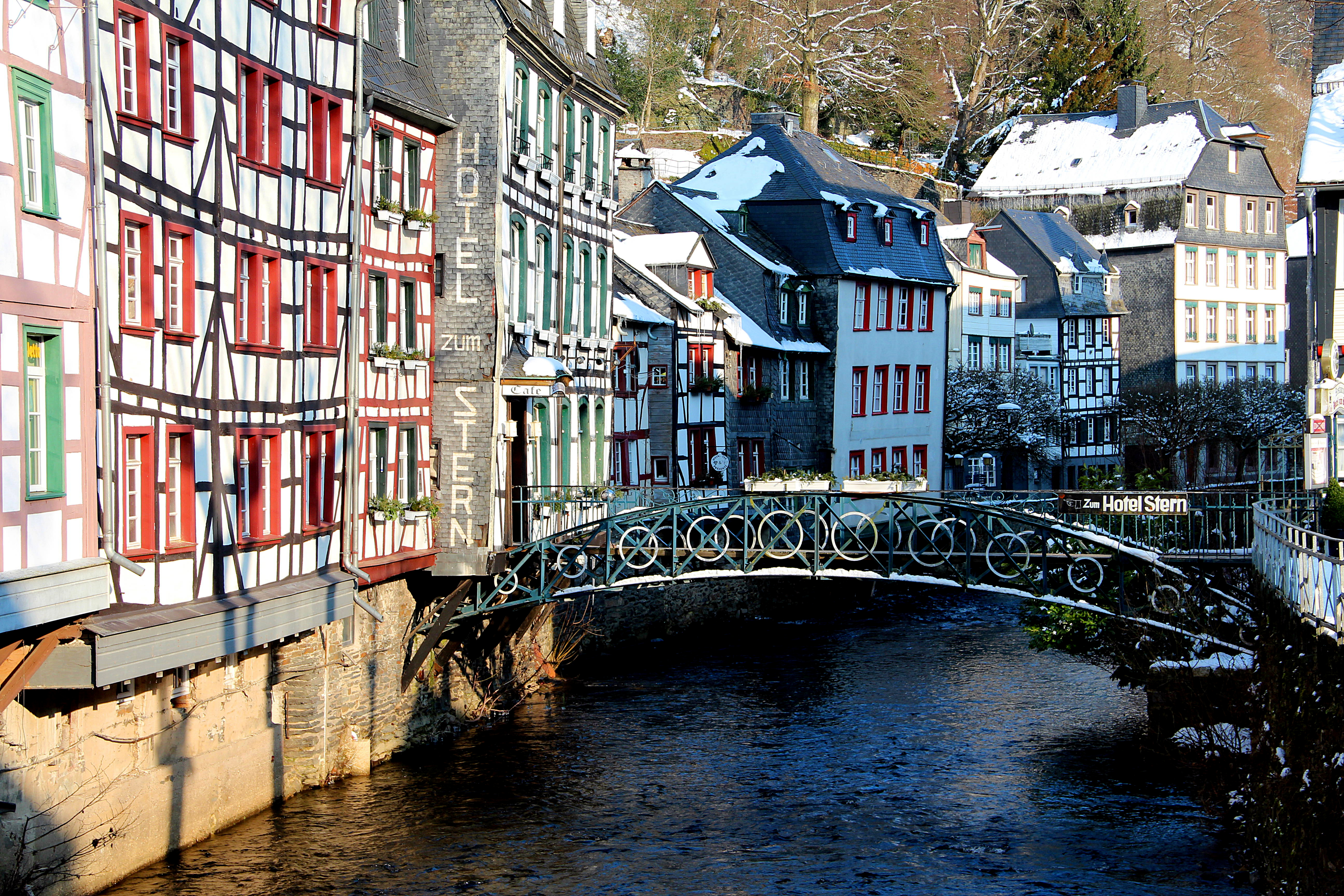
Ruhra i most na Hotel Zum Stern